# MBA (motocicletas)
MBA era una empresa italiana fabricante de motocicletas, fundada en Sant'Angelo in Vado en 1975.
MBA es un (acrónimo de Morbidelli-Benelli Armi, que después pasó a significar Moto Benelli Armi) se fundó a finales de 1975 con el objetivo de producir motos réplicas, para corredores privados, de las exitosas Morbidelli de 125cc y 250cc que participaban en el Campeonato del Mundo de Motociclismo, así como a continuar el trabajo de Morbidelli a nivel oficial.

## Historia
La empresa de la región de Las Marcas tuvo una exitosa historia en las competiciones de velocidad: entre 1976 y 1987, MBA obtuvo ocho títulos mundiales en la categoría de 125, 14 campeonatos de Italia, 7 campeonatos europeos y 17 campeonatos nacionales en todo el mundo, lo cual fue un gran éxito, sobre todo en la categoría de 125cc que al principio de la década de los 80 del siglo XX fue prácticamente una competición monomarca MBA de tantas motos de esta marca inscritas.
Entre los pilotos que corrieron y vencieron con motos con motor de dos tiempos de esta marca se encuentran; Pier Paolo Bianchi (Campeón del Mundo de 125 cc en 1980), Eugenio Lazzarini, Anton Mang, Bruno Kneubühler, Walter Villa, Paolo Pileri, Ricardo Tormo y Luca Cadalora.
En sus quince años de actividad, fabricaron cerca de 700 motocicletas para pilotos privados de todo el mundo. Diversos problemas técnicos y de gestión hicieron que la empresa cerrara en 1990. Se intentaron diversas estrategias para diversificar la producción y se intentó establecer colaboraciones con las marcas: Gilera y Sachs, pero no tuvieron éxito estas acciones.

## La producción

### La 125
- 125 "carter Ferrari" - 1976-1978 (El apodo viene del hecho de que las cajas fueron arrojados de Maranello: Cavallino Rampante reconocerá el elenco de ellos)
- 125 - 1976-1978
- 125 "Bassotto" - 1979-1980
- 125 Cantilever - 1980-1984
- 125 Unitrack I serie - 1985
- 125 Unitrack II serie - 1986-1987
- 125 Mono - 1986-87

### La 250
- 250 Cantilever - 1981-1982
- 250 Unitrack - 1983-1985